# Чарлс Конрад
Чарлс „Пийт“ Конрад (на английски: Charles „Pete“ Conrad, Jr.) (2 юни 1930 – 8 юли 1999 г.) е американски тест пилот и астронавт на НАСА. Участник в четири космически полета, третият човек, стъпил на Луната.

## Образование
Конрад е завършил елитното училище Darrow в Ню Йорк през 1949 г. Получава бакалавърска степен по аерокосмическо инженерство от Принстънския университет през 1953 г. Още като студент получава свидетелство за летателна годност и квалификация „пилот на леки и спортни самолети“. След дипломирането си постъпва в USN и завършва с пълно отличие школата за морски летци. До 1962 г. работи за американския военноморски флот, като се издига до инструктор, а малко по-късно и тест пилот 

## Служба в НАСА
Още през 1959 г. Чарлс Конрад достига до последния етап в селекцията на първата група астронавти на НАСА. Остава първа резерва и след три години опитва отново. Този път успява и е избран за астронавт от НАСА на 17 септември 1962 година, Астронавтска група №2. Конрад лети в космоса четири пъти и взема участие в три космически програми – Джемини, Аполо и Скайлаб. Световна известност придобива през ноември 1969 г., когато като командир на Аполо 12 става третият човек в света стъпил на Луната. Най-драматичен се оказва последният му полет през май – юни 1973 г. Тогава Конрад е командир на
Скайлаб 2 – първа мисия по програмата Скайлаб. Оказва се, че огромната космическа станция е получила сериозна повреда при изстрелването и започва да прегрява. Системите, които поддържат микроклимата на борда отказват и цялата програма е изправена пред провал. Решителните действия на Ч. Конрад са пълна импровизация, но именно те спасяват целия проект Скайлаб, за което астронавтът е удостоен с най-високото цивилно отличие – Космически медал на честта.

### Космически полети на Чарлс Конрад
| Космически полети на Чарлс Конрад                                  | Космически полети на Чарлс Конрад | Космически полети на Чарлс Конрад | Космически полети на Чарлс Конрад | Космически полети на Чарлс Конрад | Космически полети на Чарлс Конрад  | Космически полети на Чарлс Конрад |
| №                                                                  | Дата                              | КК                                | Емблема на мисията                | Функции                           | Продължителност                    |                                   |
| ------------------------------------------------------------------ | --------------------------------- | --------------------------------- | --------------------------------- | --------------------------------- | ---------------------------------- | --------------------------------- |
| 1                                                                  | 21 август 1965                    | „Джемини 5“                       |                                   | Пилот                             | 7 денонощия 22 часа 55 мин 14 сек. |                                   |
| 2                                                                  | 12 септември 1966                 | „Джемини 11“                      |                                   | Командир                          | 2 денонощия 23 часа 17 мин 8 сек.  |                                   |
| 3                                                                  | 14 ноември 1969                   | „Аполо 12“                        |                                   | Командир                          | 10 денонощия 4 часа 36 мин 24 сек. |                                   |
| 4                                                                  | 25 май 1973                       | „Скайлаб 2“                       |                                   | Командир                          | 28 денонощия 0 часа 49 мин 49 сек. |                                   |
| Сумарно време в космоса – 49 денонощия 3 часа 38 мин и 35 секунди. |                                   |                                   |                                   |                                   |                                    |                                   |

## След НАСА
Конрад напуска НАСА и USN след мисията до Скайлаб през 1973 г. и започва работа като коментатор в Американската телевизионна и комуникационна компания. От 1976 до 1990 г. е на отговорна длъжност в аерокосмическия гигант McDonnell Douglas. От 1990 г. е един от ръководителите на експерименталния проект за едностепенен космически кораб Делта клипър. На 14 февруари 1996 г. Чарлс Конрад поставя рекорд на околосветски полет със самолет – 49 часа, 28 минути и 08 сек. Умира на 8 юли 1999 г. при мотоциклетна катастрофа в Калифорния.

## Награди
На 1 октомври 1978 г., Чарлс Конрад е награден от Конгреса на САЩ с Космически медал на честта – най-високото гражданско отличие за изключителни заслуги в областта на аерокосмическите изследвания.